# Miles M.64 L.R.5
El Miles M.64 L.R.5 fue un avión ligero biplaza, diseñado en el Reino Unido, para uso privado y de clubes, en 1944-1945.

## Diseño y desarrollo
Un pequeño grupo de entusiastas de la fábrica de Miles en la carretera de Liverpool (L.R.5, quinto diseño de Liverpool Road) obtuvo el permiso de George Miles para diseñar y construir un avión ligero para su posible producción después del final de la Segunda Guerra Mundial. Miles dio su permiso y también aceptó que la empresa proporcionara los materiales necesarios.
El L.R.5 surgió en 1945 como un monoplano monomotor, de madera, de ala baja y con tren de aterrizaje triciclo fijo, propulsado por un motor aeronáutico en línea invertido, refrigerado por aire, Blackburn Cirrus Minor de 74,6 kW (100 hp). La espaciosa cabina de configuración lado a lado estaba cubierta por una gran cubierta de la carlinga de plexiglás con puertas de acceso tipo automóvil a ambos lados. El tren de aterrizaje incluía patas principales con resortes apalancados y una rueda delantera orientable.
Debido a los decepcionantes resultados de las pruebas de vuelo y a la mayor prioridad dada a los aviones de producción establecida, el desarrollo del L.R.5 fue abandonado.

## Historia operacional
George Miles voló el prototipo, al que se le había asignado la matrícula experimental U-0253 (más tarde U-6), el 3 de junio de 1945, pero aunque los resultados de las pruebas de vuelo fueron decepcionantes a bajas velocidades, en el despegue y en el aterrizaje, el L.R.5 era agradable de volar y poseía una excelente visibilidad.

## Especificaciones (L.R.5)
Referencia datos: Miles Aircraft since 1925

### Características generales
- Tripulación: Uno (piloto)
- Capacidad: Un pasajero
- Envergadura: 11 m (36,1 ft)
- Peso vacío: 454 kg (1000,6 lb)
- Peso cargado: 703 kg (1549,4 lb)
- Planta motriz: 1× motor lineal invertido de 4 cilindros refrigerado por aire Blackburn Cirrus Minor.
  - Potencia: 75 kW (103 HP; 102 CV)
- Hélices: Bipala

## Aeronaves relacionadas

### Aeronaves similares
- Ercoupe 415-C
- Max Holste MH.52

### Secuencias de designación
- Secuencia M._ (interna de Miles): ← M.52 - M.57 Aerovan - M.60 Marathon I - M.64 L.R.5 - M.65 Gemini - M.68 Boxcar - M.69 Marathon II →